# Theodore Roethke
Theodore Roethke (Saginaw, 25 maggio 1908 – Bainbridge Island, 1º agosto 1963) è stato un poeta statunitense, docente universitario dal 1947 al 1963.

## Biografia
Dal 1925 al 1929 frequenta l'Università del Michigan dove si laurea magna cum laude. Dal 1929 al 1931 segue corsi di laurea all'Università del Michigan e all'Università di Harvard, dove si trova a stretto contatto con il poeta Robert Hillyer. A causa della Grande depressione deve abbandonare gli studi e inizia la carriera di insegnante presso il Lafayette College (1931-1935) dove incontra Rolfe Humphries che gli presenta Louise Bogan che diverrà la sua più grande sostenitrice. Di quegli anni è anche l'amicizia con Stanley Kunitz. Nel 1935 passa ad insegnare all'Università del Michigan ma viene ben presto ricoverato a causa delle sue psicosi maniaco-depressive. Il suo ultimo lavoro come insegnante lo svolge presso l'Università di Washington. Muore il 1º agosto 1963 a causa di un infarto mentre si trovava nella piscina di un suo amico a Bainbridge Island.

## Riconoscimenti
È stato finalista per il premio National Book Award per la poesia nel 1952 con Praise to the End , nel 1959 con Words for the Wind vincendolo e con Collected Poems e postumo nel 1965 con The Far Field vincendolo. Nel 1954 vince il Premio Pulitzer per la poesia con l'opera The Waking.

## Opere
- Open House (1941)
- The Lost Son and Other Poems (1948)
- Praise to the End! (1951)
- The Waking (1953)
- Words For The Wind (1958)
- I Am! Says The Lamb (1961)
- Party at the Zoo (1963) (A Modern Masters Book for Children, illustrated by Al Swiller)
- The Far Field (1964)
- Dirty Dinky and Other Creatures: Poems for Children (1973)
- On Poetry and Craft: Selected Prose and Craft of Theodore Roethke (Copper Canyon Press, 2001)
- Straw for the Fire: From the Notebooks of Theodore Roethke, 1943-63 (1972; Copper Canyon Press, 2006)

In Italia è stato pubblicato nella collana "Lo specchio" (Milano, A. Mondadori, 1966, a cura di Agostino Lombardo), il volume Sequenza nordamericana e altre poesie.